# Bosc-Bordel
Pour les articles homonymes, voir Bosc et Bordel.
Bosc-Bordel est une commune française située dans le département de la Seine-Maritime en région Normandie.

## Géographie
| Mathonville                                |              | Sommery    |
|                                            | Bosc-Bordel  |            |
| Bosc-Roger-sur-Buchy (comm. dél. de Buchy) | Bois-Héroult | Mauquenchy |

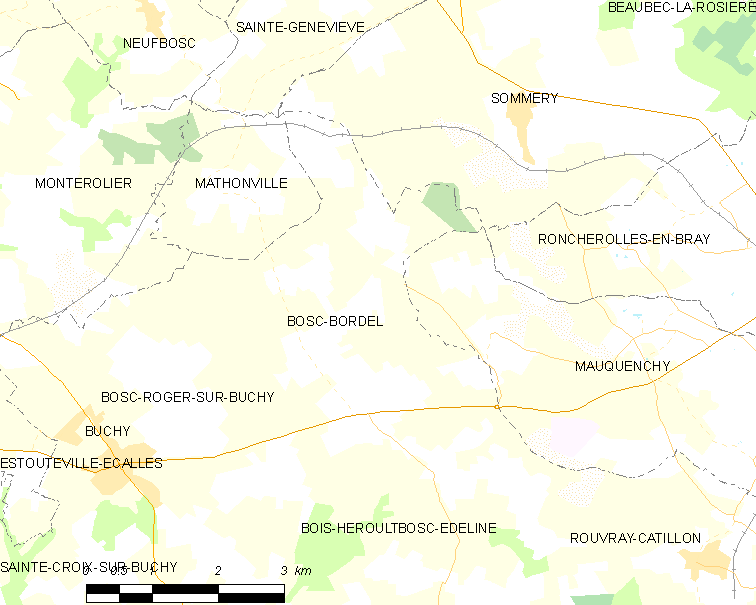
Carte de la commune.

La commune est située dans le pays de Bray.
Il s'agit d'une commune étendue en surface. Elle se prolonge jusqu’aux abords de Mauquenchy, Bosc-Édeline, Mathonville et Sommery.
Elle est située à 4 km de Buchy.

### Hydrographie
La commune est située dans le bassin Seine-Normandie. Elle n'est drainée par aucun cours d'eau,.

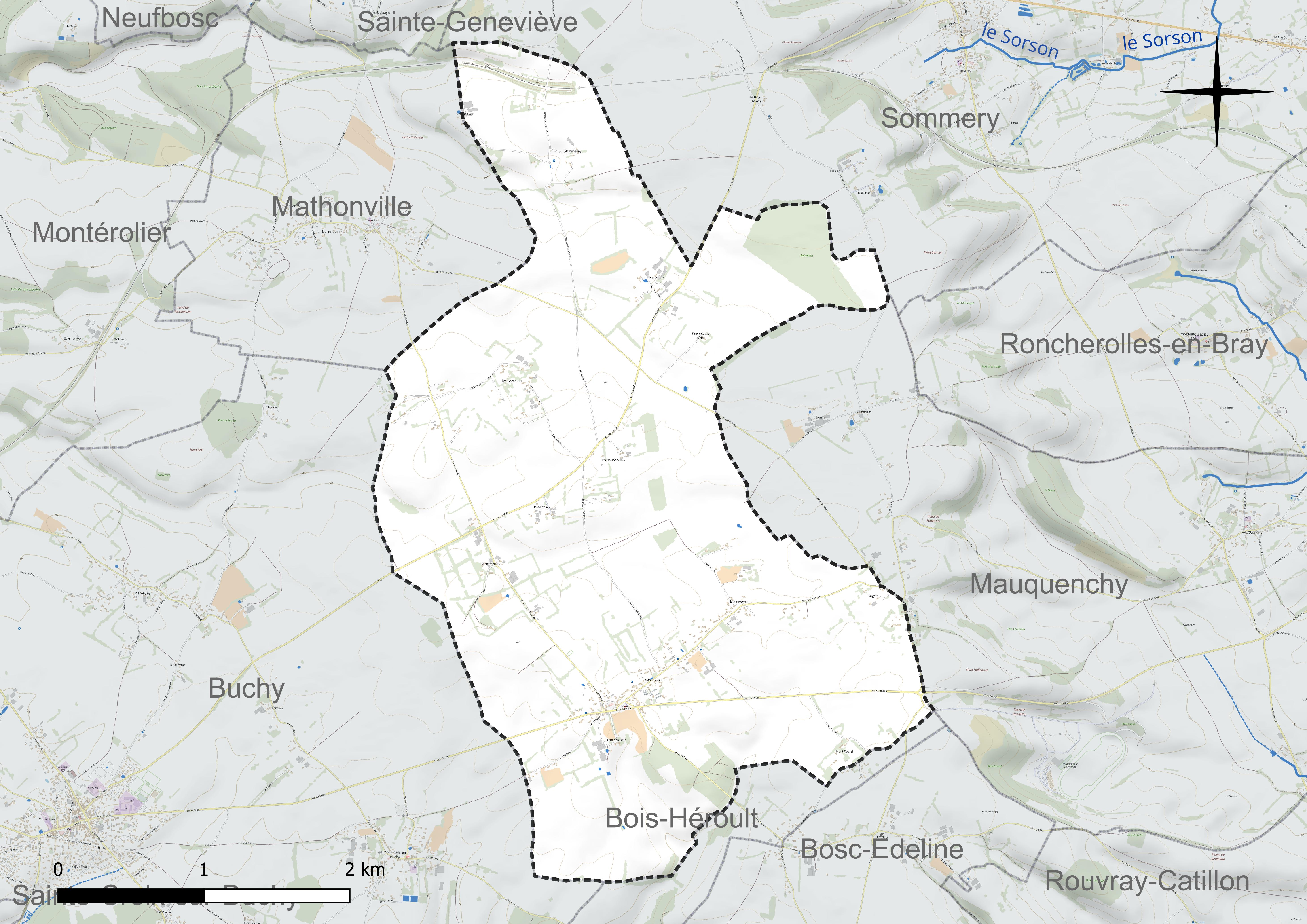
Réseau hydrographique de Bosc-Bordel.

### Climat
Pour des articles plus généraux, voir Climat de la Normandie et Climat de la Seine-Maritime.
En 2010, le climat de la commune est de type climat océanique altéré, selon une étude du CNRS s'appuyant sur une série de données couvrant la période 1971-2000. En 2020, Météo-France publie une typologie des climats de la France métropolitaine dans laquelle la commune est exposée à un climat océanique et est dans la région climatique Côtes de la Manche orientale, caractérisée par un faible ensoleillement (1 550 h/an) ; forte humidité de l’air (plus de 20 h/jour avec humidité relative > 80 % en hiver), vents forts fréquents. Parallèlement le GIEC normand, un groupe régional d’experts sur le climat, différencie quant à lui, dans une étude de 2020, trois grands types de climats pour la région Normandie, nuancés à une échelle plus fine par les facteurs géographiques locaux. La commune est, selon ce zonage, exposée à un « climat contrasté des collines », correspondant au Pays de Bray, bien arrosé et frais.
Pour la période 1971-2000, la température annuelle moyenne est de 9,8 °C, avec une amplitude thermique annuelle de 14,5 °C. Le cumul annuel moyen de précipitations est de 879 mm, avec 14,1 jours de précipitations en janvier et 9 jours en juillet. Pour la période 1991-2020, la température moyenne annuelle observée sur la station météorologique la plus proche, située sur la commune de Forges-les-Eaux à 10 km à vol d'oiseau, est de 10,7 °C et le cumul annuel moyen de précipitations est de 860,1 mm,. Pour l'avenir, les paramètres climatiques de la commune estimés pour 2050 selon différents scénarios d’émission de gaz à effet de serre sont consultables sur un site dédié publié par Météo-France en novembre 2022.

## Urbanisme

### Typologie
Au 1er janvier 2024, Bosc-Bordel est catégorisée commune rurale à habitat dispersé, selon la nouvelle grille communale de densité à sept niveaux définie par l'Insee en 2022.
Elle est située hors unité urbaine. Par ailleurs la commune fait partie de l'aire d'attraction de Rouen, dont elle est une commune de la couronne,. Cette aire, qui regroupe 317 communes, est catégorisée dans les aires de 200 000 à moins de 700 000 habitants,.

### Occupation des sols
L'occupation des sols de la commune, telle qu'elle ressort de la base de données européenne d’occupation biophysique des sols Corine Land Cover (CLC), est marquée par l'importance des territoires agricoles (97,4 % en 2018), une proportion identique à celle de 1990 (97,4 %). La répartition détaillée en 2018 est la suivante : 
terres arables (56,5 %), prairies (40,9 %), forêts (2,6 %). L'évolution de l’occupation des sols de la commune et de ses infrastructures peut être observée sur les différentes représentations cartographiques du territoire : la carte de Cassini (XVIIIe siècle), la carte d'état-major (1820-1866) et les cartes ou photos aériennes de l'IGN pour la période actuelle (1950 à aujourd'hui).

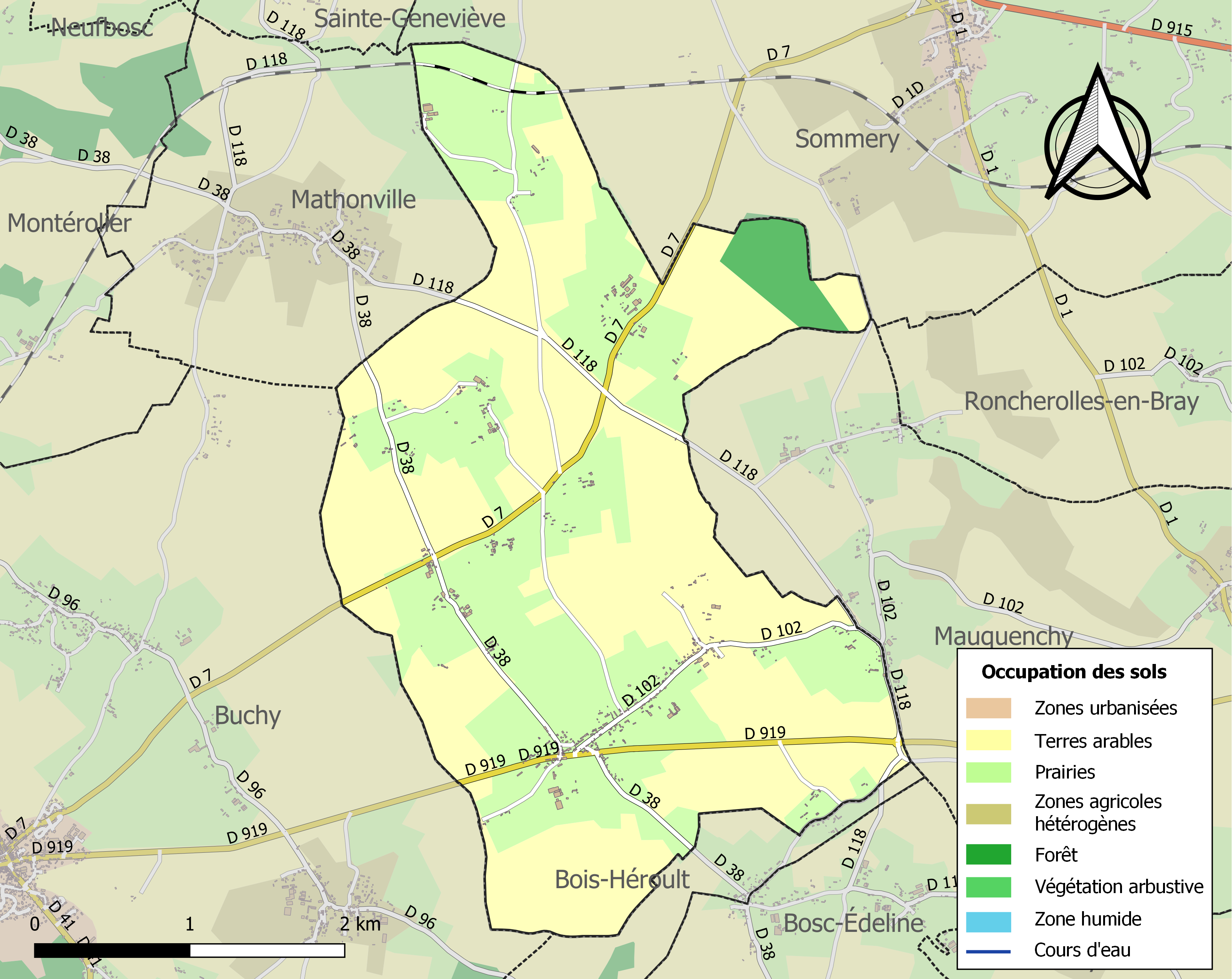
Carte des infrastructures et de l'occupation des sols de la commune en 2018 (CLC).

## Toponymie
Le nom est attesté sous la forme latinisée Bosco Burdelli en 1155.
Il s'agit d'une formation médiévale en Bosc-, forme régionale de « bois », au sens d’« espace boisé ». Lorsque l'élément -bosc est postposé, il s'agit généralement de toponymes un peu antérieurs.
Le second élément est le surnom roman Bordel qui désigne l'habitant d'une petite borde ou maison. Il est à l'origine du nom de famille Bordel, fréquent en Normandie, mais dont il existe un foyer occitan dans le Sud-Est. Les formes du français central sont Bourdeau et Bordeau.

## Histoire
La Préhistoire a certainement marqué l’arrivée des premiers habitants. La présence de pierres taillées notamment de l’époque néolithique sur le territoire de la commune, le confirme. Les habitants chassaient alors un gibier abondant, et pratiquaient une amorce de culture et de déforestation. Rappelons que le lieu où Bosc-Bordel se trouve, était jadis situé en pleine forêt entre l'actuelle forêt de Lyons et forêt d’Eawy. En dehors des pierres taillées, il ne reste plus de traces de l’habitat.
La construction la plus ancienne reste aujourd’hui l’église.
La maladie et la disette furent les lieux communs de leur existence : la peste qui au Moyen Âge, décima fortement la population, ensuite la guerre de Cent Ans durant laquelle l’occupant anglais pilla, rançonna et brûla le village. Après son passage, il ne restait plus qu’une dizaine de foyers à Bosc-Bordel. 
Vers la fin du XVIIIe siècle, la vie du village fut marquée par la famine.
Des guerres sans merci ajoutèrent à la pauvreté au XIXe siècle : les campagnes napoléoniennes vers 1800, puis la guerre de 1870 auxquelles participèrent des soldats de la commune. Puis vint la Première Guerre mondiale, où la commune déplora la perte de 20 jeunes hommes et enfin la Seconde Guerre mondiale qui secoua le village par un bombardement et de mitraillages qui firent perdre la vie à 2 habitants et 4 soldats.
La famille De Grouchy sieur de Mathonville a été en possession de Bosc-Bordel, comme stipulent les armoiries de cette famille, gravées dans la traverse du porche de l'église.
Dans l'église, se trouve un tableau de saint Grégoire le Grand, où on peut lire les noms des grandes familles de la commune de Bosc-Bordel.

## Politique et administration
| Période                                  | Période                    | Identité             | Étiquette | Qualité |
| ---------------------------------------- | -------------------------- | -------------------- | --------- | ------- |
| Les données manquantes sont à compléter. |                            |                      |           |         |
| 1842                                     |                            | Demonchy             |           |         |
| 1874                                     |                            | Magloire Foliot      |           |         |
| vers 1881                                |                            | Lambert Lambert      |           |         |
| 1936                                     |                            | Decorde              |           |         |
| 1963                                     |                            | A. Verhaeghe         |           |         |
| Les données manquantes sont à compléter. |                            |                      |           |         |
| mars 2001                                | mai 2020                   | Jean-Pierre Rousseau |           |         |
| mai 2020                                 | En cours (au 10 août 2020) | Fabienne Verhaeghe   |           |         |

## Démographie
L'évolution du nombre d'habitants est connue à travers les recensements de la population effectués dans la commune depuis 1793. Pour les communes de moins de 10 000 habitants, une enquête de recensement portant sur toute la population est réalisée tous les cinq ans, les populations de référence des années intermédiaires étant quant à elles estimées par interpolation ou extrapolation. Pour la commune, le premier recensement exhaustif entrant dans le cadre du nouveau dispositif a été réalisé en 2006.

En 2022, la commune comptait 453 habitants, en stagnation par rapport à 2016 (Seine-Maritime : +0,35 %, France hors Mayotte : +2,11 %).
| 1793 | 1800 | 1806 | 1821 | 1831 | 1836 | 1841 | 1846 | 1851 |
| ---- | ---- | ---- | ---- | ---- | ---- | ---- | ---- | ---- |
| 732  | 580  | 487  | 507  | 509  | 500  | 539  | 571  | 580  |

| 1856 | 1861 | 1866 | 1872 | 1876 | 1881 | 1886 | 1891 | 1896 |
| ---- | ---- | ---- | ---- | ---- | ---- | ---- | ---- | ---- |
| 578  | 524  | 525  | 495  | 460  | 479  | 487  | 493  | 462  |

| 1901 | 1906 | 1911 | 1921 | 1926 | 1931 | 1936 | 1946 | 1954 |
| ---- | ---- | ---- | ---- | ---- | ---- | ---- | ---- | ---- |
| 451  | 435  | 401  | 438  | 489  | 453  | 423  | 441  | 404  |

| 1962 | 1968 | 1975 | 1982 | 1990 | 1999 | 2006 | 2011 | 2016 |
| ---- | ---- | ---- | ---- | ---- | ---- | ---- | ---- | ---- |
| 383  | 361  | 337  | 385  | 401  | 440  | 470  | 424  | 453  |

| 2021 | 2022 | - | - | - | - | - | - | - |
| ---- | ---- | - | - | - | - | - | - | - |
| 447  | 453  | - | - | - | - | - | - | - |

## Culture locale et patrimoine

### Lieux et monuments
- Église Saint-Jean-Baptiste[21], du XIIIe siècle avec son porche Renaissance, en bois sculpté. Le porche de l'église fait l’objet d’un classement au titre des monuments historiques depuis le 25 mai 1928[22].

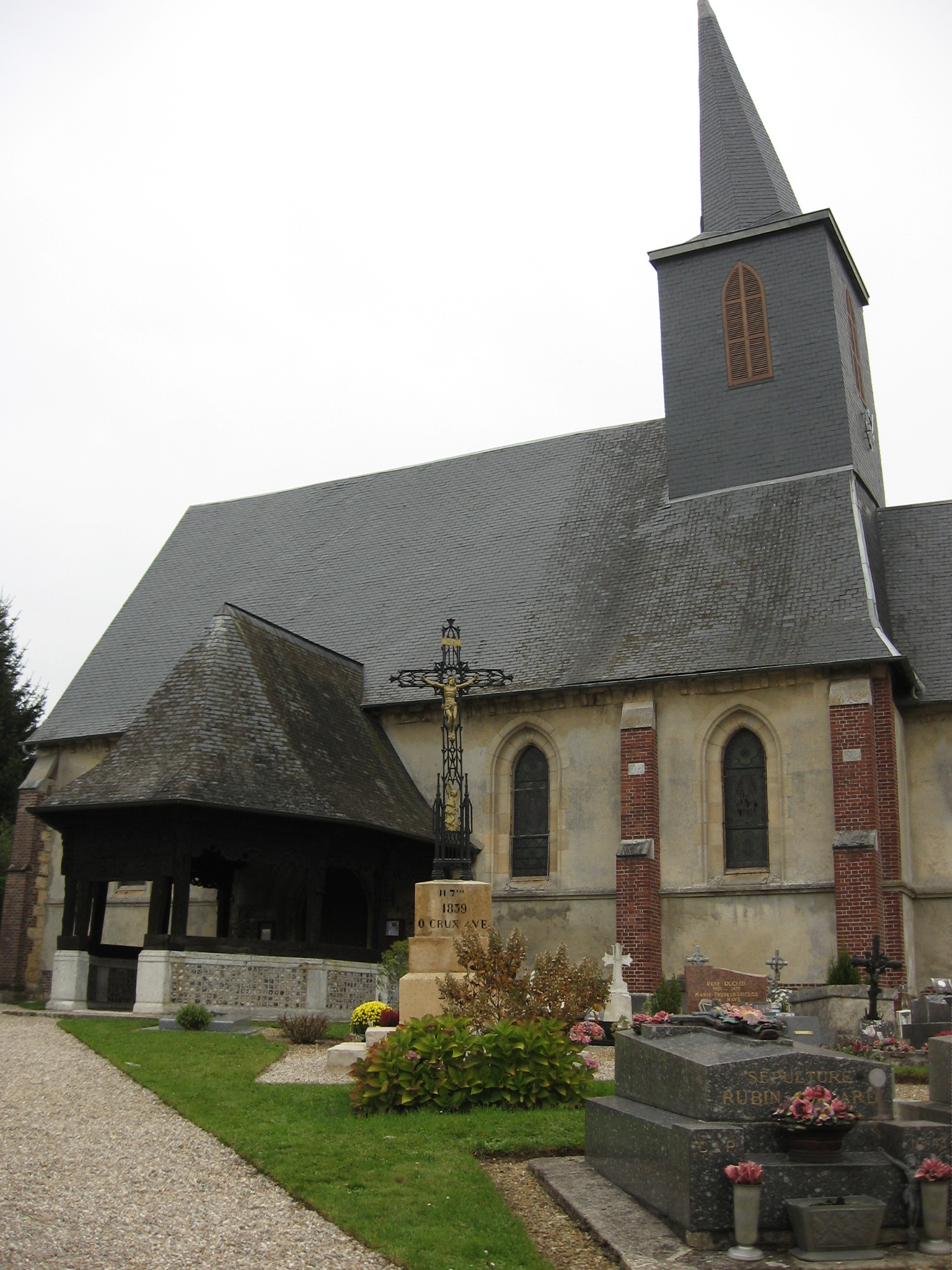
L'église et son clocher penché.
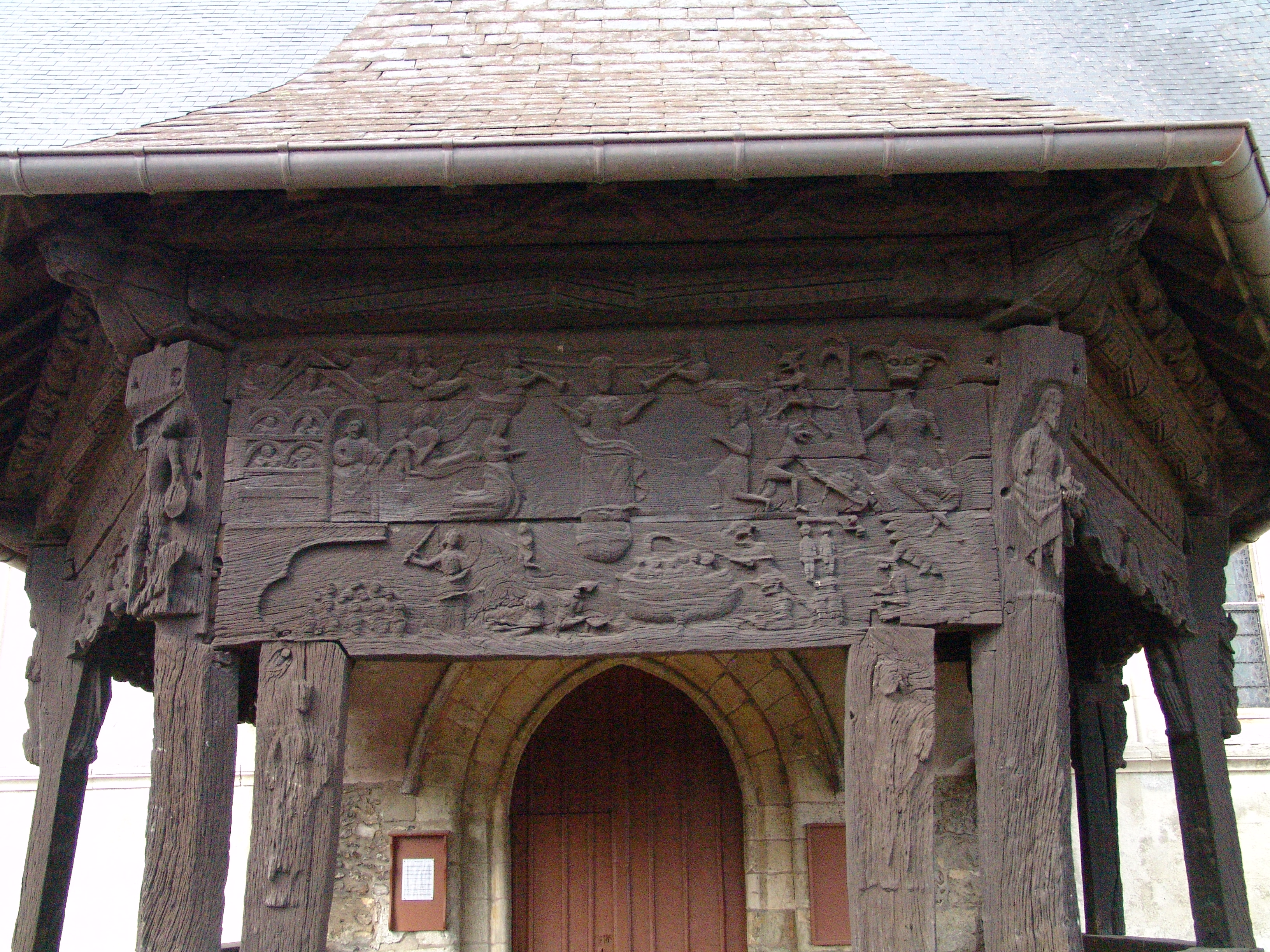
Détail du porche en bois sculpté.

### Personnalités liées à la commune
- Georges Journois (1896 à Bosc-Bordel - 1944 à Wilhelmshaven, Allemagne), général de brigade, mort en déportation.